# Micraeschus rufipallens
Micraeschus rufipallens är en fjärilsart som beskrevs av W. Warren 1913. Micraeschus rufipallens ingår i släktet Micraeschus och familjen nattflyn. Inga underarter finns listade i Catalogue of Life.